# Acuerdo de Santiago

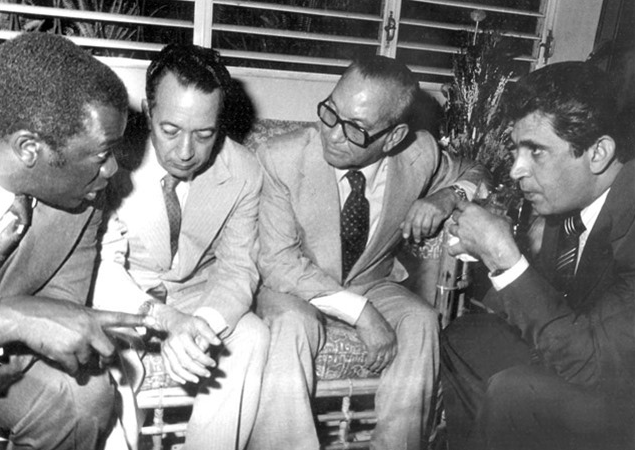

El Acuerdo de Santiago fue un movimiento político llevado a cabo por altos dirigentes del Partido Revolucionario Dominicano (PRD) en Santiago en 1974, el cual tenía por objetivo la derrota del entonces presidente en ejercicio Joaquín Balaguer.
Este acuerdo se llevó a cabo en la casa del escogido candidato a la presidencia de la República por el PRD Antonio Guzmán, en él se designó también a Elías Wessin y Wessin como candidato a la vicepresidencia, el movimiento contó con el apoyo de varios partidos sumados al PRD y opositores al régimen Balaguerista establecido desde 1966. Este acuerdo fracasó por rumores de amenazas de muerte y persecución a los líderes y aliados al PRD, partido que se vio obligado a no participar en las elecciones convocadas para el 16 de mayo de 1974, en las que resultó elegido nuevamente Joaquín Balaguer. No fue hasta 1978 cuando el PRD logra acceder al poder con Antonio Guzmán a la cabeza esta vez con Jacobo Majluta a la vicepresidencia, aunque estas elecciones también se vieron afectadas por el llamado Fallo Histórico, una acción ejecutada por militares y autoridades del régimen Balaguerista que detuvieron el conteo de votos que denotaban la victoria del PRD, no favoreciendo a  Balaguer, siendo este derrotado abrumadoramente con un alto margen de votos; fue entonces el PRD la organización política que ocupó la presidencia en el período (1978-1982). No obstante, el PRD tuvo que ceder la mayoría de votos a nivel congresual a favor del Partido Reformista, a pesar de que el partido blanco logra obtener la presidencia de la Cámara de Diputados y del Senado encabezado por Salvador Jorge Blanco (como senador) y Hatuey Decamps (como diputado) respectivamente.
- Datos: Q5657117